# Język udyjski
Język udyjski – język z grupy języków kaukaskich, używany przez około 3,7 tys. osób zamieszkujących tereny Azerbejdżanu (rejony Oguz i Qabala), Gruzji i Rosji.
Jest blisko spokrewniony z kaukaskim albańskim, a także z lezgińskim i tabasarańskim.

## Fonetyka

### Spółgłoski
|                    | wargowe | dziąsłowe | zadziąsłowe | miękko podniebienne | języczkowe | krtaniowe |
| ------------------ | ------- | --------- | ----------- | ------------------- | ---------- | --------- |
| zwarte             | p b pʼ  | t d tʼ    |             | k g kʼ              | q qʼ       |           |
| zwarto-szczelinowe |         | ʦ ʣ ʦ'    | ʧ ʤ ʧ'      |                     |            |           |
| szczelinowe        | f v     | s z       | ʃ ʒ         | x ɣ                 |            | h         |
| nosowe             | m       | n         |             |                     |            |           |
| drżące             |         | r         |             |                     |            |           |
| półotwarte         | w       | l         | j           |                     |            |           |

### Samogłoski
| przednie | środkowe | tylne |
| -------- | -------- | ----- |
| i ˤ y    |          | u ˤ   |
| e ˤ ø    | ə        | o ˤ   |
| æ        |          | ɑ ˤ   |